# هامون تگور
هامون تگور نمکزاری واقع در نزدیکی روستای شهید آیت شندک در شهرستان تفتان استان سیستان و بلوچستان است.